# Tricalysia aciculiflora
Tricalysia aciculiflora är en måreväxtart som beskrevs av Elmar Robbrecht.
Tricalysia aciculiflora ingår i släktet Tricalysia och familjen måreväxter. Inga underarter finns listade i Catalogue of Life.